# Rhododendron rivulare
Rhododendron rivulare là một loài thực vật có hoa trong họ Thạch nam. Loài này được Hand.-Mazz. miêu tả khoa học đầu tiên năm 1921.